# Sikou Niakaté
Sikou Niakaté (sinh ngày 10 tháng 7 năm 1999) là một cầu thủ bóng đá chuyên nghiệp hiện tại đang thi đấu ở vị trí trung vệ cho câu lạc bộ Braga tại Giải bóng đá Ngoại hạng Bồ Đào Nha. Sinh ra tại Pháp, anh thi đấu cho Đội tuyển bóng đá quốc gia Mali trên đấu trường quốc tế.

## Đầu đời
Sikou Niakaté được sinh ra tại Montreuil, Pháp, mang 2 hộ chiếu quốc tịch Pháp và Mali.

## Sự nghiệp thi đấu

### Valenciennes
Niakaté ra mắt chuyên nghiệp cho Valenciennes FC trong trận thua 1–0 tại Ligue 2 trước Nîmes Olympique vào ngày 31 tháng 7 năm 2017, ở tuổi 18.

### Guingamp
Vào ngày 31 tháng 8 năm 2018, ngày cuối cùng của kỳ chuyển nhượng mùa hè 2018, Niakaté gia nhập đội bóng Ligue 1 Guingamp theo hợp đồng 5 năm. Anh ngay lập tức được cho Valenciennes mượn trong phần còn lại của mùa giải.

#### Cho mượn tại Metz
Vào ngày 12 tháng 8 năm 2021, anh gia nhập Metz theo dạng cho mượn kéo dài một mùa giải kèm theo tùy chọn mua.

#### Cho mượn tại Braga
Vào ngày 28 tháng 6 năm 2022, Niakaté chuyển đến Braga ở Bồ Đào Nha. Braga có quyền lựa chọn quyền mua của anh khi kết thúc hợp đồng cho mượn với giá 1,8 triệu euro và nếu anh chơi một nửa số trong số trận chính thức trong mùa giải, quyền chọn này sẽ trở thành nghĩa vụ phải mua.

### Braga
Vào ngày 7 tháng 6 năm 2023, Braga tuyên bố kích hoạt điều khoản và Niakaté ký hợp đồng 5 năm với đội bóng.
Vào ngày 21 tháng 9 năm 2023, bàn phản lưới nhà của Niakaté ở phút thứ 88 đã khiến cho Braga nhận thất bại 2–1 trên sân nhà trước SSC Napoli. Đây là trận đấu đầu tiên của Braga tại UEFA Champions League trong hơn 1 thập kỷ.

## Sự nghiệp quốc tế
Niakaté được gọi triệu tập lên đội tuyển U-17 Pháp vào tháng 12 năm 2015, trở thành cầu thủ đầu tiên của Évreux FC 27 được gọi triệu tập lên đội tuyển U-17 quốc gia nước này trong lịch sử.
Niakaté được gọi lên đội tuyển Mali chuẩn bị cho trận đấu tại Vòng loại giải vô địch bóng đá thế giới 2018 gặp Gabon. Anh chính thức quyết định đại diện cho quê hương Mali vào năm 2023. Anh có trận ra mắt quốc gia châu Phi này trong chiến thắng 4–0 trước Nam Sudan tại Vòng loại Cúp bóng đá châu Phi 2023.

## Thống kê sự nghiệp
Tính đến trận đấu diễn ra vào ngày 3 tháng 10 năm 2023
| Câu lạc bộ          | Mùa giải            | Giải đấu                           | Giải đấu | Giải đấu | Cúp quốc gia | Cúp quốc gia | League cup | League cup | Châu lục | Châu lục | Tổng cộng | Tổng cộng |
| Câu lạc bộ          | Mùa giải            | Hạng đấu                           | Trận     | Bàn      | Trận         | Bàn          | Trận       | Bàn        | Trận     | Bàn      | Trận      | Bàn       |
| ------------------- | ------------------- | ---------------------------------- | -------- | -------- | ------------ | ------------ | ---------- | ---------- | -------- | -------- | --------- | --------- |
| Valenciennes        | 2016–17             | Ligue 2                            | 5        | 0        | —            | —            | —          | —          | —        | —        | 5         | 0         |
| Valenciennes        | 2017–18             | Ligue 2                            | 24       | 0        | 1            | 0            | 3          | 0          | —        | —        | 28        | 0         |
| Valenciennes        | Tổng cộng           | Tổng cộng                          | 29       | 0        | 1            | 0            | 3          | 0          | —        | —        | 33        | 0         |
| Guingamp            | 2019–20             | Ligue 2                            | 23       | 1        | 1            | 0            | —          | —          | —        | —        | 24        | 1         |
| Guingamp            | 2020–21             | Ligue 2                            | 31       | 1        | 0            | 0            | —          | —          | —        | —        | 31        | 1         |
| Guingamp            | Tổng cộng           | Tổng cộng                          | 54       | 2        | 1            | 0            | —          | —          | —        | —        | 55        | 2         |
| Valenciennes (mượn) | 2018–19             | Ligue 2                            | 14       | 0        | 2            | 0            | —          | —          | —        | —        | 16        | 0         |
| Guingamp B          | 2019–20             | CFA 2                              | 1        | 0        | —            | —            | —          | —          | —        | —        | 1         | 0         |
| Metz (mượn)         | 2021–22             | Ligue 1                            | 12       | 0        | —            | —            | —          | —          | —        | —        | 12        | 0         |
| Metz B              | 2021–22             | CFA 2                              | 4        | 0        | —            | —            | —          | —          | —        | —        | 4         | 0         |
| Braga (mượn)        | 2022–23             | Giải bóng đá Ngoại hạng Bồ Đào Nha | 26       | 3        | 3            | 0            | 2          | 0          | 3        | 0        | 34        | 3         |
| Braga               | 2023–24             | Giải bóng đá Ngoại hạng Bồ Đào Nha | 4        | 0        | 0            | 0            | 0          | 0          | 6        | 1        | 10        | 1         |
| Tổng cộng sự nghiệp | Tổng cộng sự nghiệp | Tổng cộng sự nghiệp                | 144      | 5        | 7            | 0            | 5          | 0          | 9        | 1        | 165       | 6         |

1. ↑  Ra sân tại UEFA Europa League và UEFA Europa Conference League
2. ↑  Ra sân tại UEFA Champions League

## Danh hiệu
Braga
- Taça da Liga: 2023–24[16]